# Membranski potencial
Membranski ali transmembranski potencial je električna napetost oz. razlika električnega potenciala med notranjostjo in zunanjostjo celice {\displaystyle (V_{znotraj}-V_{zunaj})} Ta količina je posledica razlike v koncentracijah različnih nabitih ionov na obeh straneh celične membrane, ki sicer prepušča le nenabite snovi. Razliko uravnavata dva tipa membranskih beljakovin: ionski kanalčki prepuščajo nabite ione v smeri elektrokemijskega gradienta, ionske črpalke pa s porabo kemične energije (v obliki ATP) črpajo ione v nasprotni smeri. Najbolj prispevajo k membranskemu potencialu natrijevi (Na+) in kloridni (Cl-) ioni z višjo koncentracijo v zunajceličnem prostoru in kalijevi (K+) ioni ter negativno nabite beljakovine v citosolu, v nekaterih priložnostih pa igrajo pomembno vlogo tudi kalcijevi (Ca2+) ioni. V seštevku je notranjost celice v normalnih okoliščinah negativno nabita v primerjavi z zunanjostjo, konkretna vrednost potenciala pa je odvisna od tipa celice. Tej osnovni vrednosti pravimo mirovni membranski potencial in znaša pri različnih tipih celic med -20 in -100 milivoltov.
Pojav ima v živih celicah dve osnovni vlogi. Povzroči, da membrana deluje kot kondenzator in zagotavlja energijo za delovanje različnih molekularnih procesov (v ta namen se številne beljakovine, ki katalizirajo biokemijske reakcije, nahajajo v membrani). Poenostavljeno lahko tako sistem ponazorimo kot električno vezje, v katerem sta vzporedno vezana kondenzator in upor (ta predstavlja ionske kanalčke) in omogoča sklepanje o vrednosti potenciala, če so znane koncentracije udeleženih ionov.
Obstaja pa tudi nekaj posebnih tipov celic, ki jim pravimo vzdražne celice; med njimi so nevroni, mišične celice in elektrocite v električnih organih rib. Pri njih dovolj velika sprememba mirovnega membranskega potenciala sproži množično odprtje napetostno odvisnih ionskih kanalčkov. To povzroči razmeroma velik električni tok preko membrane in depolarizacijo - približanje razlike napetosti ničli. V nevronih je to kratkotrajna sprememba, ki se zgodi po načelu vse-ali-nič in ji pravimo akcijski potencial, služi pa za prenos signalov preko celice.